# Gardoš
 (mars 2025).
Si vous disposez d'ouvrages ou d'articles de référence ou si vous connaissez des sites web de qualité traitant du thème abordé ici, merci de compléter l'article en donnant les références utiles à sa vérifiabilité et en les liant à la section « Notes et références ».
Gardoš (en serbe cyrillique : Гардош ; en hongrois : Gárdos) est un quartier de Belgrade, la capitale de la Serbie. Il est situé dans la municipalité urbaine de Zemun.
Situé sur les pentes de la colline de Gardoš et dominé par une haute tour, le quartier a conservé son architecture ancienne. Cet ensemble en fait un haut lieu historique de Zemun.

## Emplacement
Avec Ćukovac et Kalvarija, Gardoš est l'une des trois collines où fut construit l'actuel cœur historique de Zemun ; la colline s'élève sur la rive droite du Danube et offre un panorama sur la région du Pančevački rit, dans la municipalité de Palilula. Gardoš est entouré par les quartiers de Gornji Grad au nord-ouest, de Ćukovac et de Muhar au sud et par celui de Donji Grad au sud-est.

## Caractéristiques

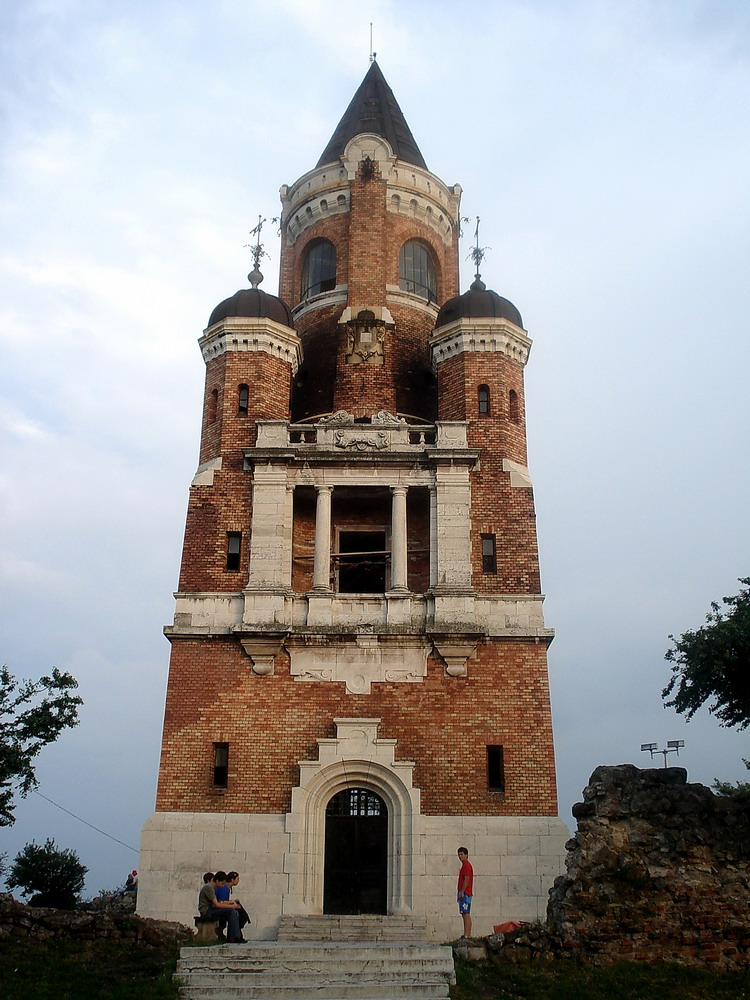
La tour de Gardoš

Pour l'essentiel, le quartier de Gardoš a conservé un aspect ancien, avec des rues étroites et pavées, bordées de petites maisons individuelles. Près de la moitié du quartier est occupé par un vaste cimetière, le plus grand de Zemun. Depuis les années 1990, Gardoš est devenu un lieu de promenade à la mode, avec plusieurs restaurants modernes offrant une vue sur le.
L'édifice principal du quartier est la tour de Jean Hunyadi (Kula Sibinjanin Janka), également connue sous les noms de « tour du Millénaire » et de « tour de Gardoš ». Elle a été inaugurée en 1896 pour célébrer le millième anniversaire de l'installation des Hongrois dans la plaine de Pannonie. Elle s'inscrivait à l'époque dans une série de constructions commémorant l'événement, avec des bâtiments édifiés à Budapest et quatre tours du millénaire situées dans les quatre grandes directions géographiques ; celle de Zemun constituait la tour la plus méridionale, la ville faisant alors partie du Royaume de Hongrie au sein de l'Autriche-Hongrie. Elle a été érigée à l'emplacement de la forteresse médiévale de Gardoš dont il ne subsiste aujourd'hui que les tours d'angle et une partie des murs de défense. De style éclectique, elle est principalement influencée par l'architecture romaine et, pendant plusieurs décennies, elle a été utilisée comme lieu d'observation par les pompiers de la ville. Son nom rappelle le souvenir de Jean Hunyadi qui mourut dans l'ancienne forteresse.

## Culture
Il existe un théâtre appelé Teatar Gardoš, le « théâtre de Gardoš », mais il est en fait situé au sud sur le Masarikov trg, dans le quartier de Donji Grad. Le principal événement culturel du secteur est l'Été de Gardoš (Leto na Gardošu), qui organise chaque année en juillet et en août une série de représentations théâtrales en plein air.